# Palazzo Gallo
Palazzo Gallo è un palazzo nobiliare della seconda metà del XVII secolo sito nel centro storico di Taranto. Sono presenti tre livelli ipogei, uno aperto su via Duomo ed un altro su piazza Monteoliveto ed ambienti di servizio con pozzi e cisterne. In questo edificio venne tenuto il ricevimento di nozze di Maria d'Enghien, vedova del principe di Taranto, con il re di Napoli Ladislao di Durazzo, re col nome di Ladislao I di Napoli.